# 奥维迪乌·斯滕格
奥维迪乌·斯滕格（羅馬尼亞語：Ovidiu Stîngă，1972年12月5日—），罗马尼亚男子足球运动员，司职中场。他曾代表罗马尼亚参加1994年和1998年国际足联世界杯，其中1994年世界杯止步八强，1998年世界杯止步十六强。